# Statskuppen i Turkiet 1971
Statskuppen i Turkiet 1971 (turkiska: 12 Mart Muhtırası) utfördes den 12 mars 1971 av en grupp ur Turkiets militär och Süleyman Demirel tvingades avgå som Turkiets premiärminister. Han ersattes av Nihat Erim.

### Fotnoter
1. ↑  ”Turkey timeline” (på engelska). BBC. 22 mars 2012. http://news.bbc.co.uk/2/hi/europe/1023189.stm. Läst 13 oktober 2015.